# Dominic Sherwood
Dominic Anthony Sherwood (Dom Sherwood) (født 6. februar 1990) er en engelsk skuespiller og model. Han er kendt for sin rolle i teenagevampyrfilmen Vampire Academy og for sin rolle som Jace Herondale i Freeform og Netflix-serien Shadowhunters.

## Liv
Dom Sherwood blev født i Tunbridge Wells, Kent. Han gik på Oakwood Park Grammar School i Maidstone, hvor han afsluttede sin gymnasiale uddannelse. Efter at have studeret drama og teater i Maidstone flyttede han til Kenya, hvor han arbejdede i seks måneder, inden han flyttede til London.
Dom Sherwood var  fra februar 2014 til slutningen af 2017 i et forhold med skuespillerinden Sarah Hyland. De to mødtes, mens de begge filmede Vampire Academy.
Dom Sherwood lider af sektoriel heterokromi, hvilket vil sige, at det ene af hans øjne er blå, mens det andet er halvt blåt og halvt brunt.

## Filmografi
| År   | Titel              | Rolle           | Noter |
| ---- | ------------------ | --------------- | ----- |
| 2012 | Not Fade Away      | Mick Jagger     |       |
| 2014 | Vampire Academy    | Christian Ozera |       |
| 2016 | Billionaire Ransom | James Herrick   |       |
| TBA  | Don't Sleep        | Zach Bradford   |       |

| År        | Titel         | Rolle          | Noter                  |
| --------- | ------------- | -------------- | ---------------------- |
| 2010      | The Cut       | Jack Simmons   | 11 episoder            |
| 2011      | Sadie J       | Tom            | Episode: "Cherylistic" |
| 2013      | Mayday        | Louis          | Episode: "1.3"         |
| 2016–2019 | Shadowhunters | Jace Herondale | Hovedrolle             |
| 2016      | Modern Family | James          | Episode: "Crazy Train" |

| År   | Titel                | Artist       |
| ---- | -------------------- | ------------ |
| 2013 | "I Want You to Know" | Tchengiz     |
| 2015 | "Style"              | Taylor Swift |